# 支持性心理治疗
支持性心理疗法（Supportive psychotherapy）是一种心理治疗手段，整合了心理动力学，认知行为疗法和人际治疗的理论模型和技术。 心理咨询师的目的是加强来访者积极、健康的认知和行为，以此减轻造成精神障碍症状的内心冲突（intrapsychic conflict）。和咨询师保持中立以供移情所涂画的精神分析方法不同，在支持性心理疗法中咨询师需要全力调动情绪、鼓励的支持行为，作为来访者更长期的健康心理防御机制，尤其是在人际关系中来讲。